# Joaquín Blume
Joaquín Blume Carreras (Barcelona, 21 de junio de 1933 - Huerta del Marquesado, Cuenca, 29 de abril de 1959) fue un gimnasta español que compitió en la disciplina de gimnasia artística.

## Biografía
Nació en Barcelona, hijo de un profesor de gimnasia de origen alemán, Armando Blume Schmädecke, y de Mari Paz Carreras. Emigró a Alemania con su familia durante la guerra civil española. Allí pasó los primeros años de su vida. Cuando terminó la contienda en España, regresó a Barcelona. 
A su regreso a Barcelona, Joaquín ingresó en la Escuela de Alemania de gimnasia deportiva, en la que su padre impartía clases y después en el gimnasio propiedad de su padre en la calle de Padua. No tardó en revelarse como un gimnasta de excepcional calidad. 
En 1949 se proclamó campeón de España absoluto, título que retuvo durante diez años consecutivos. Debutó en los Juegos Olímpicos de Helsinki, en 1952, y ocupó el puesto 56. Tenía solo 19 años. Su progresión empezó a ser imparable: quedó en el puesto 44 en el Mundial de Roma de 1954, y un año después, en la Copa de Europa, fue décimo. En el año 1956 partía entre los favoritos para los Juegos de Melbourne, pero España se negó a acudir como protesta por la presencia de la URSS, que había invadido Hungría. Blume pensó entonces en nacionalizarse alemán para poder participar en la competición, pero le convenció para que no lo hiciera Juan Antonio Samaranch, por entonces delegado en Cataluña de la Delegación Nacional de Educación Física y Deportes. Un año después, en el Campeonato de Europa disputado en París (por entonces los campeonatos de Europa tenían valor mundial, dado el dominio de los países del bloque del Este), Blume ganó el concurso general individual, además de tres aparatos: paralelas, caballo y anillas. En esta última disciplina alcanzó tal perfección en la ejecución del Cristo (consistente en permanecer estático con los brazos en cruz), que Blume ha pasado a la historia como su inventor, aunque en realidad no lo fuera.
Murió en 1959, cuando el avión en el que viajaba sufrió un accidente en el término municipal de Huerta del Marquesado, pueblo situado en la cordillera de la Serranía de Cuenca. Además de Blume también murieron su mujer, María José Bonet, y los demás miembros del equipo español. El vuelo 42 de Iberia, un DC-3, se estrelló sin dejar supervivientes. El DC-3 restaurado que se exhibe en el Museo de la Aviación de Málaga lleva precisamente la matrícula EC-ABC, que corresponde al vuelo en el que perdió la vida Blume. Su cuerpo y el de su mujer reposan en el Cementerio de Montjuic.

## Legado

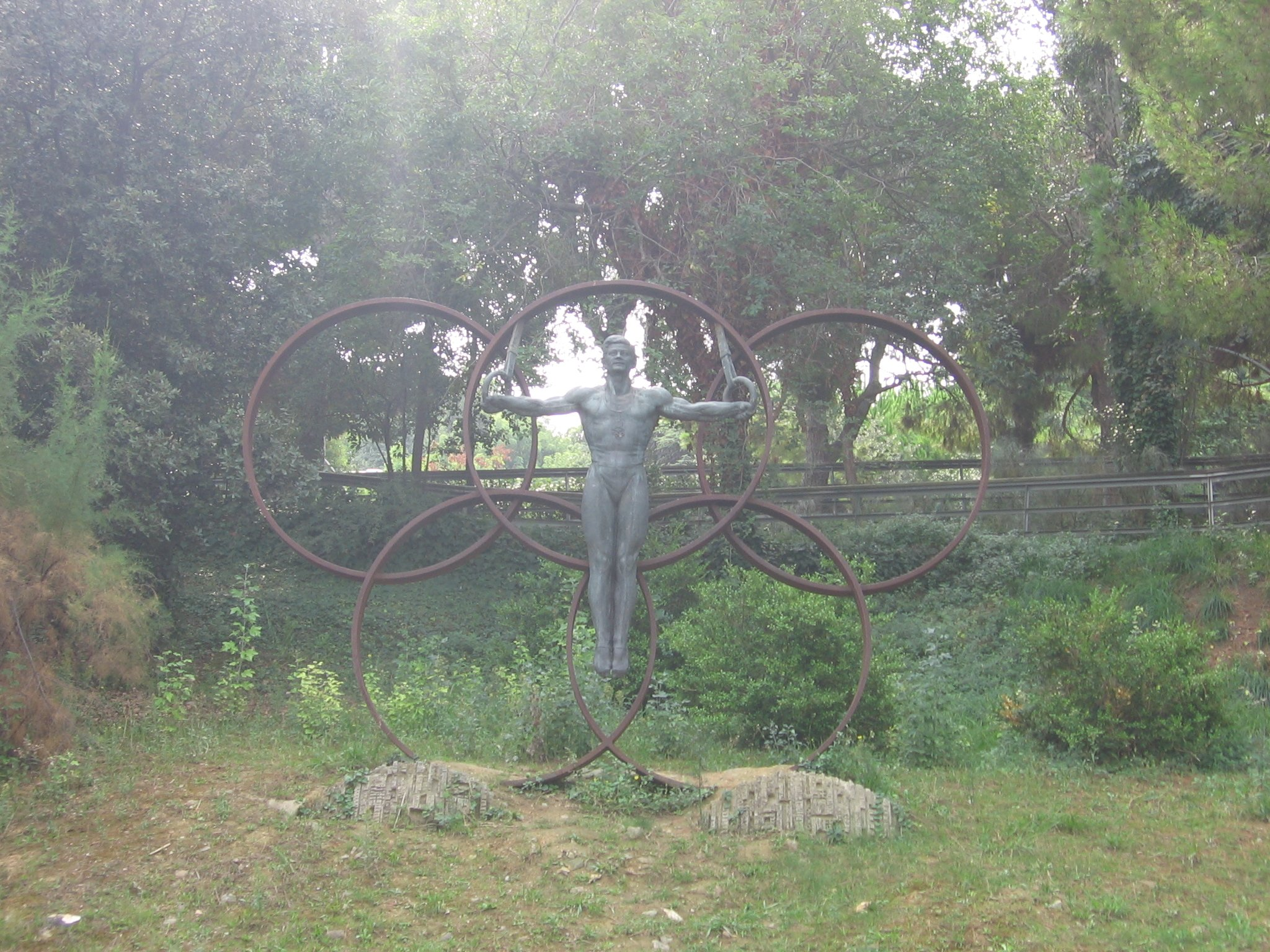
A Joaquim Blume, de Nicolau Ortiz, Jardines de Joan Brossa, Barcelona.

Tras su desaparición, la gimnasia artística española no tuvo ningún representante destacado hasta la aparición de Jesús Carballo (bicampeón mundial de barra fija), Rafael Martínez (quién en 2005, cuarenta y ocho años después del gran triunfo de Blume, logró de nuevo la medalla de oro en un concurso completo del Campeonato de Europa) y el tres veces medallista olímpico Gervasio Deferr. 
En 1960 se creó el Trofeo Joaquín Blume, inicialmente entregado al deportista español menor de 22 años más destacado, y desde 1983, otorgado al centro docente más distinguido en la promoción y fomento del deporte. Se entrega anualmente como parte de los Premios Nacionales del Deporte.
Desde 1969 se celebra anualmente en Barcelona una competición, el Memorial Joaquín Blume, y dos residencias, una en Madrid y otra en Barcelona, el instituto IES Joaquín Blume en Esplugas de Llobregat o el club de Atletismo Joaquín Blume de Segovia llevan su nombre.
También lleva su nombre el Colegio Público Joaquín Blume de Torrejón de Ardoz, situado en la calle del mismo nombre junto al polideportivo también llamado igual. En Sabadell también existe un colegio público con su nombre, CEIP Joaquim Blume. En Alhaurín de la Torre, Málaga, el primer campo de fútbol de la localidad y la avenida donde está ubicado también lleva su nombre. En Alicante, Móstoles, Puente Genil, Llinás del Vallés, Oviedo, Granada y Las Palmas de Gran Canaria, existen calles que llevan su nombre.
Desde hace unos cuantos años y siempre el último fin de semana de abril, la Huerta del Marquesado, pueblo cercano de la Serranía, conmemora a Joaquín Blume. El evento se llama Marcha Blume y consiste en la ascensión desde el mismo pueblo de Huerta del Marquesado hasta la cumbre donde el avión cayó en el municipio de Valdemeca. En el punto exacto hay una cruz de piedra con los nombres de todos los fallecidos en el siniestro y sobre su pedestal algún representante del ayuntamiento se encarga de depositar flores. La cumbre es el segundo punto más alto de la provincia y se llama curiosamente "Collado Bajo", con unas espectaculares vistas de toda la Serranía de Cuenca. La jornada, además de homenajear al gimnasta, supone una día de convivencia entre los vecinos y visitantes. Tras la Marcha y ascensión, siempre hay actividades, mercadillo de artesanía, comida y cena todos juntos, etc. Cada vez son más los que se apuntan al evento, que crece año a año y que se ha consolidado en el calendario de actividades de toda la provincia de Cuenca.

## Premios, reconocimientos y distinciones
- Premio Víctor de Plata, entregado por el Sindicato Español Universitario (1954)
- Copa Luis de Arana al mejor deportista español en el ámbito internacional, entregada por la Delegación Nacional de Deportes (1956)
- Medalla de Oro al Mérito Deportivo, entregada por la Delegación Nacional de Educación Física y Deportes (1959). A título póstumo, entregada durante su funeral a su padre de manos de José Antonio Elola-Olaso.
- Trofeo Mohamed Taher Pacha al mejor deportista amateur del mundo, entregado por el Comité Olímpico Internacional (1959). A título póstumo.
- Copa Pedro Ybarra al mejor historial deportivo, entregada por la Delegación Nacional de Educación Física y Deportes (1959). A título póstumo.